# Liste der Haustypen

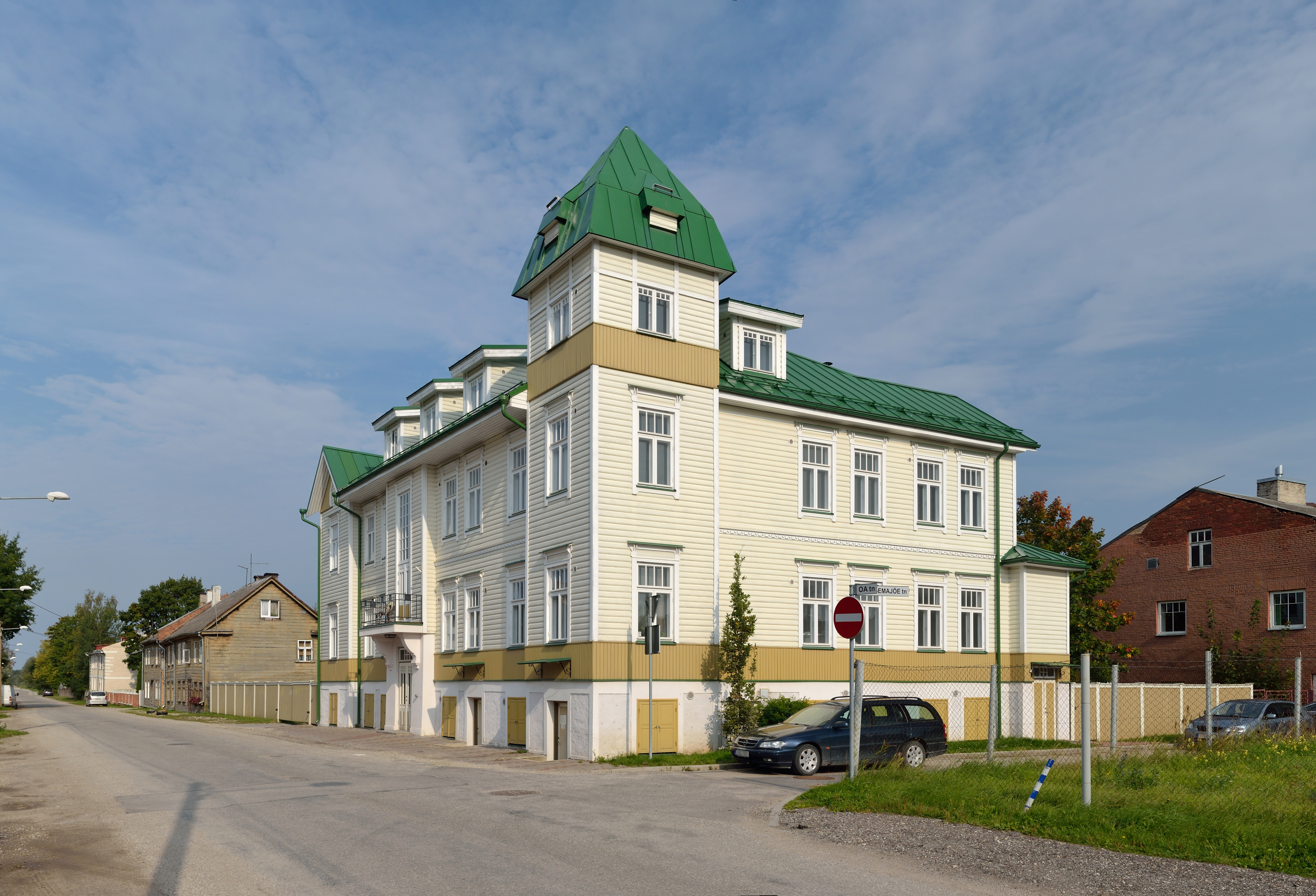
Ein Holzhaus in Tartu, Estland

Dies ist eine Liste der Haustypen. Häuser können in den unterschiedlichsten Formen errichtet werden. Eine grundsätzliche Unterteilung besteht zwischen freistehenden oder Einfamilienhäusern und Reihen- bzw. Mehrfamilienhäusern. Beide können in der Größenordnung und der Anzahl der vorhandenen Anbauten stark variieren.

## Traditionelle Gebäudeformen
Hier dargestellte eingeschossige Hausgrundrisse sind einen Raum tief, können jedoch mehr als einen Raum breit sein.
|  | Single-Pen, Einraum- oder Hallenhaus: Ein Einraumhaus - Wealden-Hall-Haus: Eine Art volkstümliches mittelalterliches Holzfachwerk-Yeoman-Hallenhaus, traditionell im Südosten Englands                                                                                        |
|  | Double-Pen oder Doppelraumhaus: Ein Zweiraumhaus - Saddlebag-Haus: Ein Zweiraumhaus mit einem zentralen Schornstein sowie einer oder zwei Haustüren, traditionell im Südwesten der Vereinigten Staaten                                                                        |
|  | Hall-and-Parlor-House: Ein Zweiraumhaus, ein Raum (die Halle) größer als der andere (der Salon) |
|  | Central-Passage oder Central-Hallway/Corridor: Ein Drei-Raum-Haus mit einem zentralen Flur oder Durchgang zwischen den jeweils auf einer Haushälfte liegenden Räumen. - Dogtrot-Haus: Geteiltes Haus mit einem offenen, überdachten Durchgang zwischen den beiden Abschnitten |

Doppelhaus-Grundrisse sind zwei Räume tief und teilweise auch mehr als einen Raum breit.
|  | Shotgun-House: Eine traditionelle Hausform, ein Raum breit und zwei Räume tief, ohne Flur. |
|  | Side-Hall oder Side-Passage: Eine Hausform mit einem an einer Hausseite verlaufendem Flur. |

## Hütte
Eine Hütte ist eine vergleichsweise schlichte Wohnstätte, in der Regel bestehend aus einem Raum und einem Stockwerk. Das Design sowie die verwendeten Materialien von Hütten variieren stark und sind weltweit vielfältig.

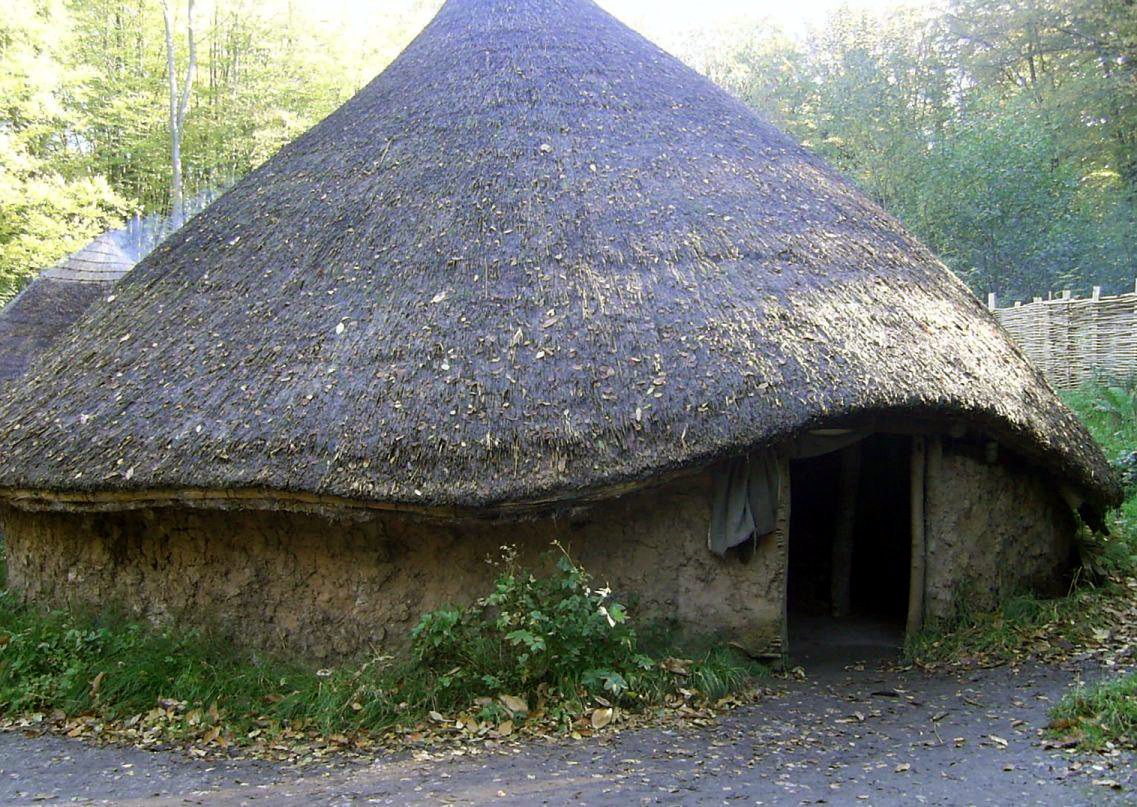
Rundhaus: Ein Haus mit einem kreisförmigen Grundriss
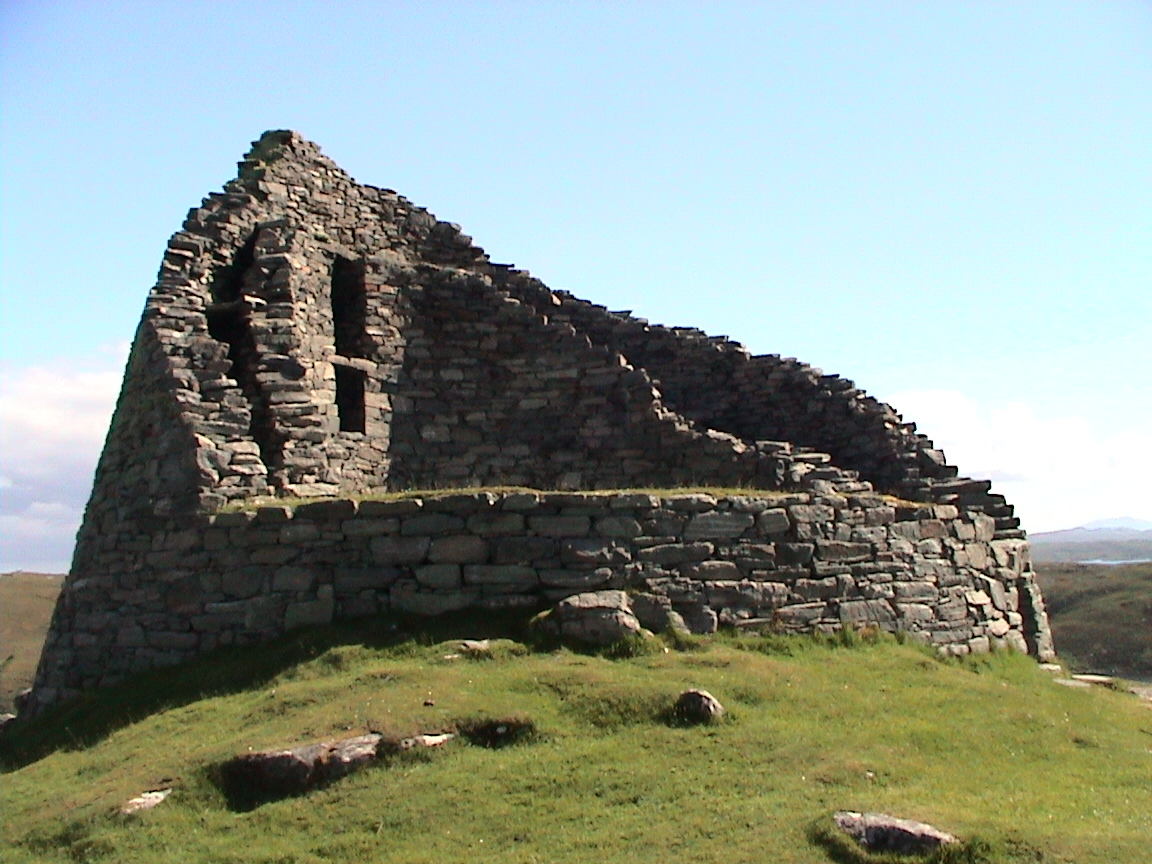
Broch:' Schottisches Rundhaus
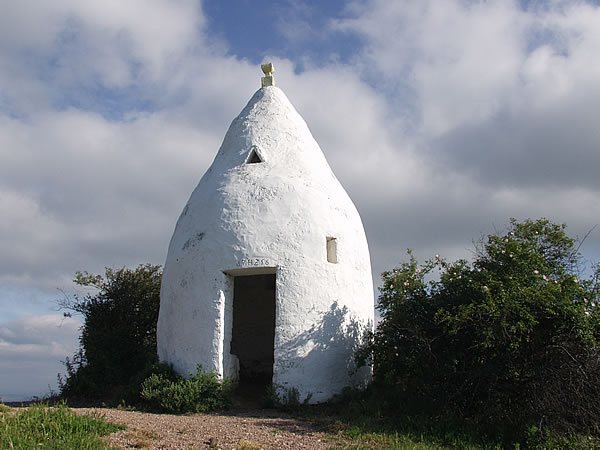
Trullo: Ein traditionelles apulisches Steinhaus mit einem Kegeldach
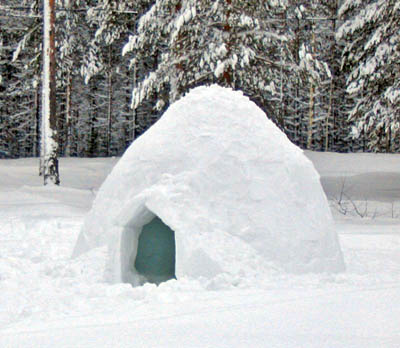
Iglu

## Bungalow
Bungalow ist ein verbreiteter Begriff, der ein niedriges, eingeschossiges Haus mit einem flach geneigten Dach beschreibt (in einigen Regionen werden Varianten mit Dachgauben als 1,5-stöckig bezeichnet, wie beispielsweise der Chalet-Bungalow im Vereinigten Königreich).

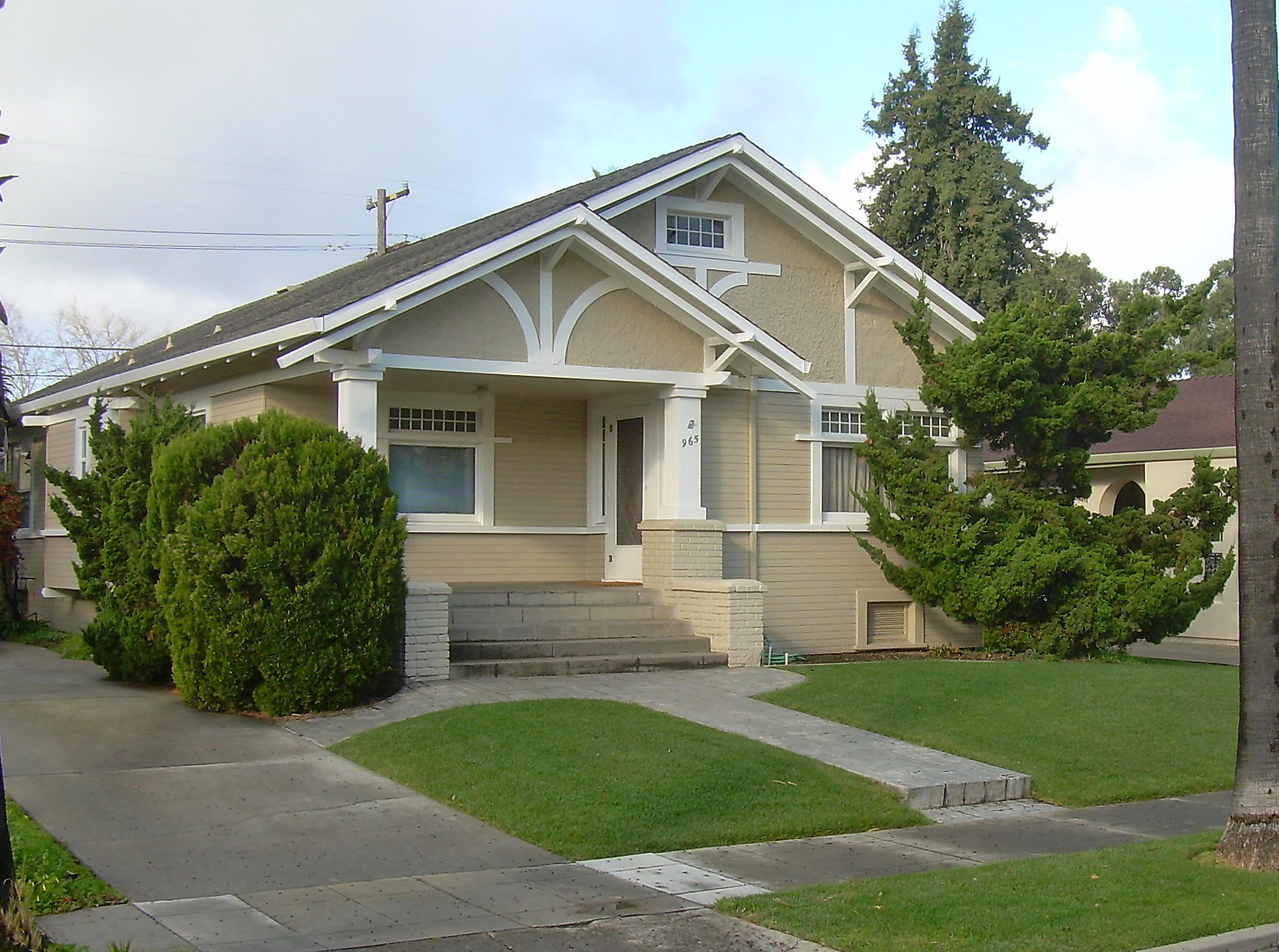
Amerikanischer Craftsman-Bungalow
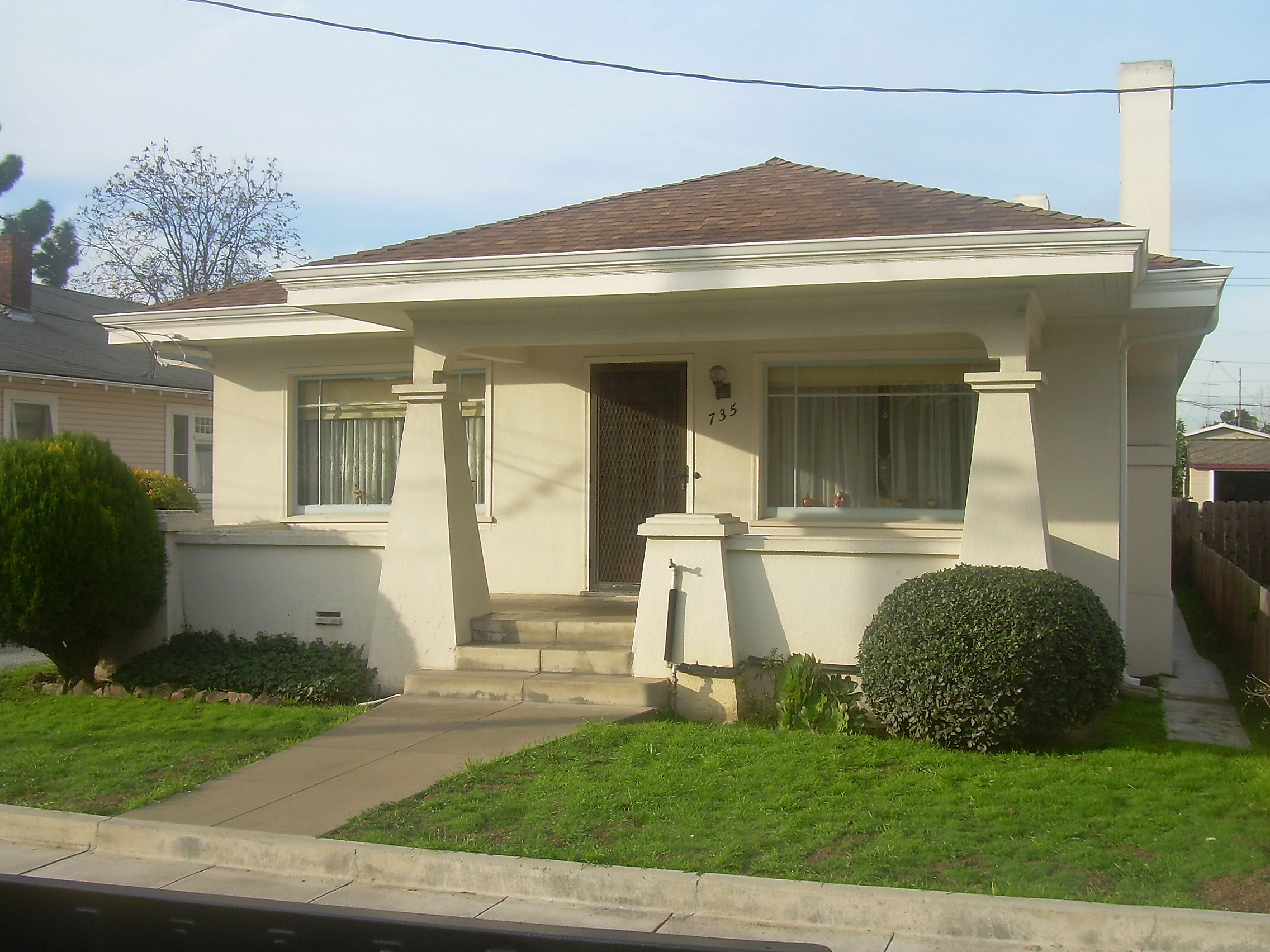
Kalifornischer Bungalow
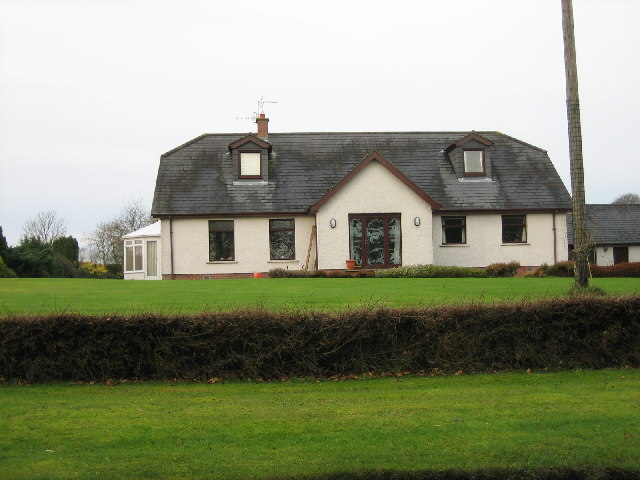
Chalet-Bungalow in Nordirland
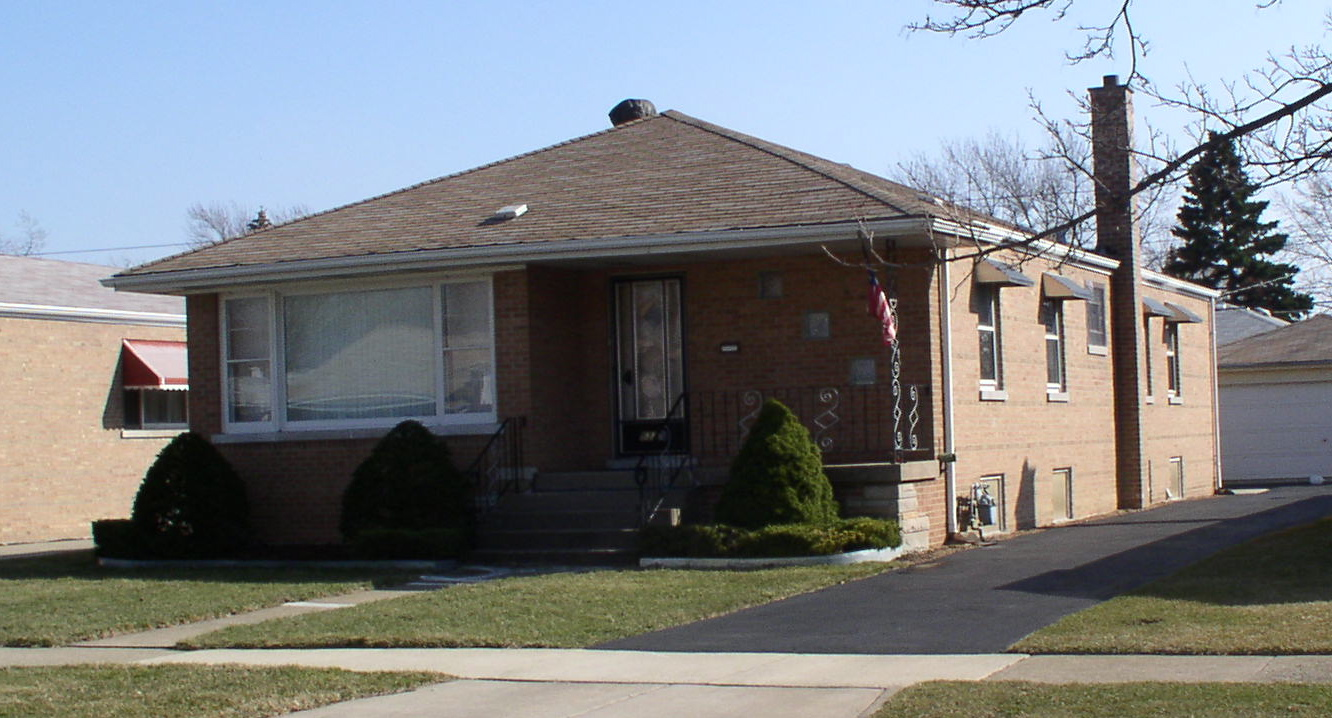
Bungalow in Chicago

## Cottage
Ein Cottage ist ein kleines Häuschen, ein oder zwei Stockwerke hoch, obwohl der Begriff gelegentlich auch auf größere Gebäude angewendet wird.

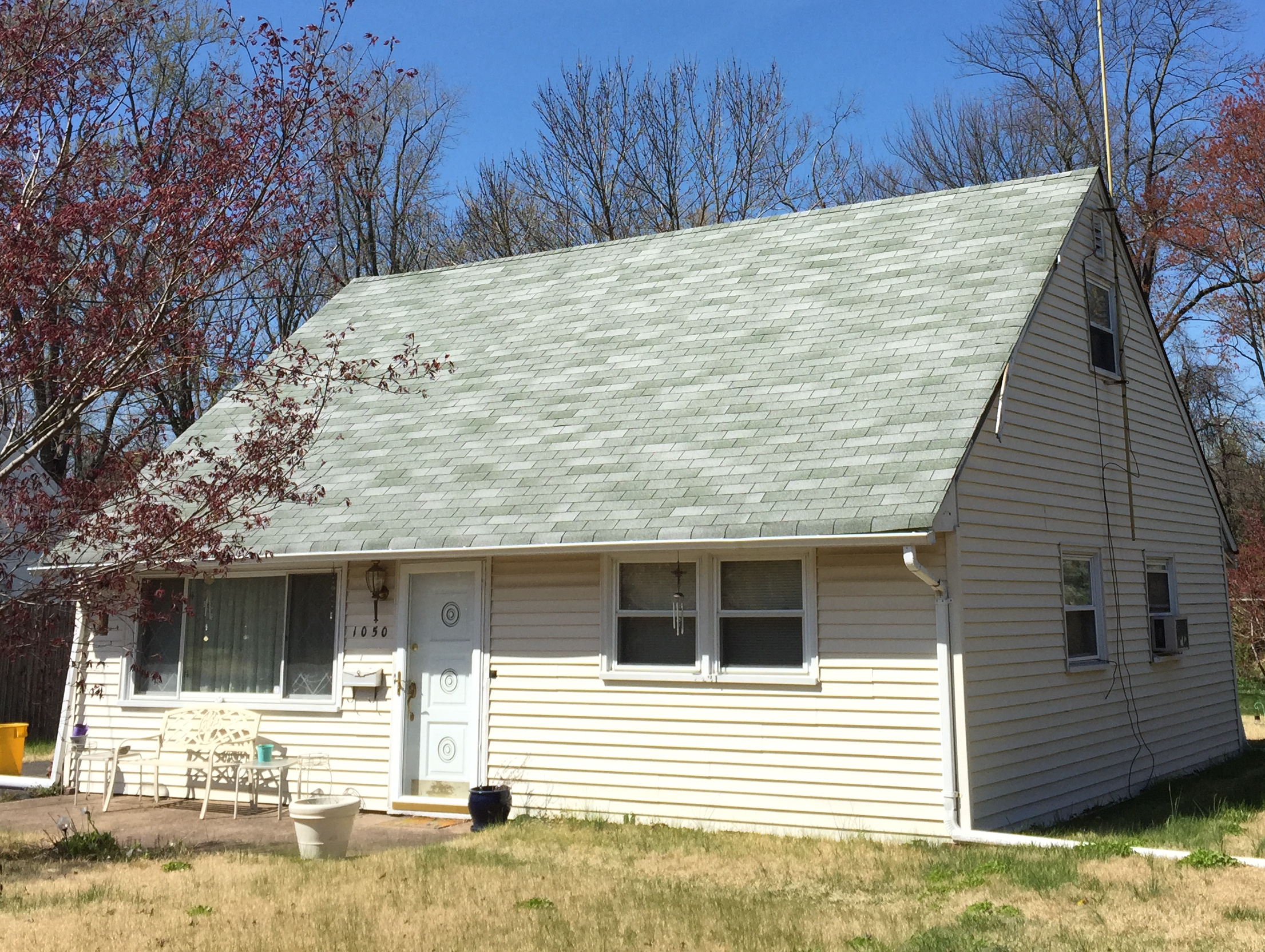
Cape-Cod-Haus oder Cape: Ein Stil eines doppelreihigen, eingeschossigen Cottages; niedrig und breit gebaut mit einem steilen Satteldach, bei dem häufig Gauben hinzugefügt werden, um ein zweites Stockwerk zu schaffen (in manchen Regionen auch als eineinhalbgeschossig bezeichnet).
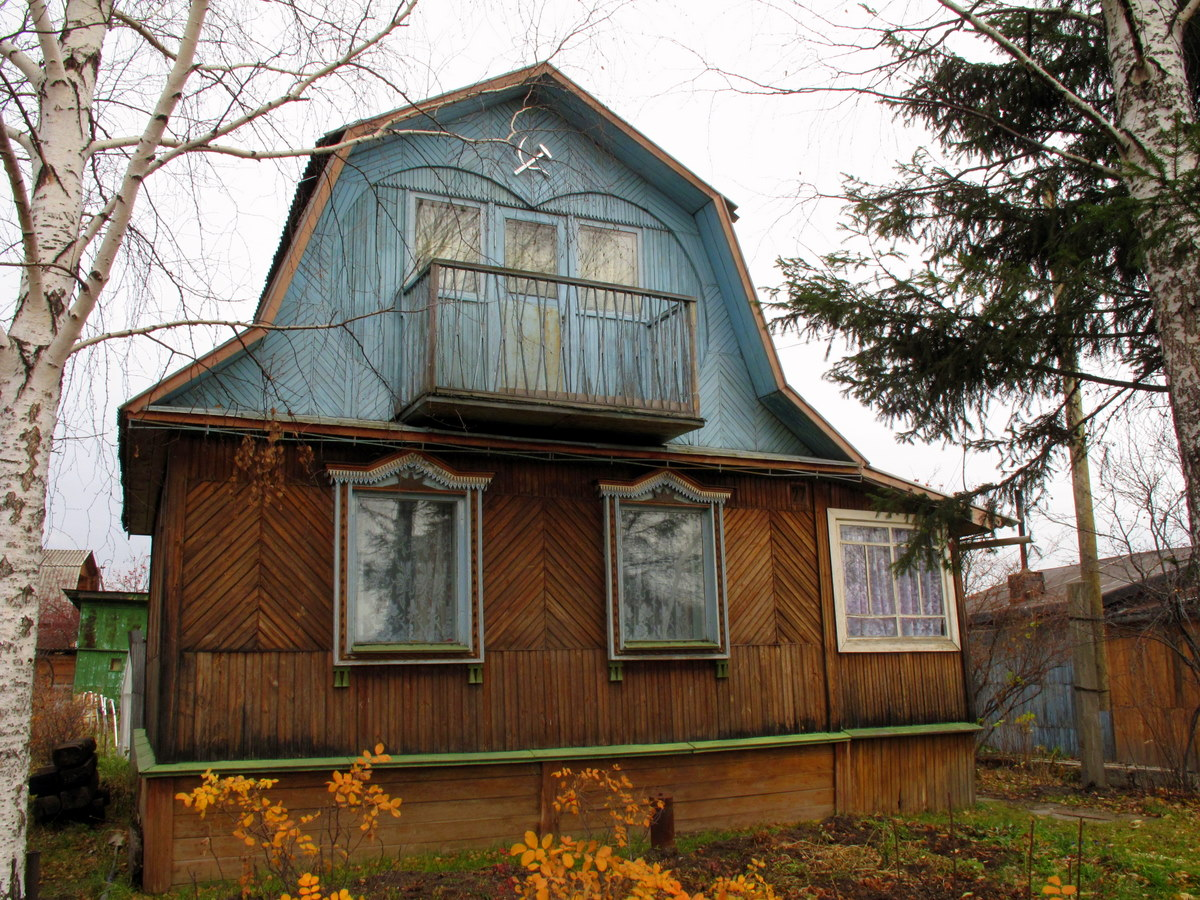
Dacha: Ein in Russland und der ehemaligen Sowjetunion verbreiteter Cottagestil.
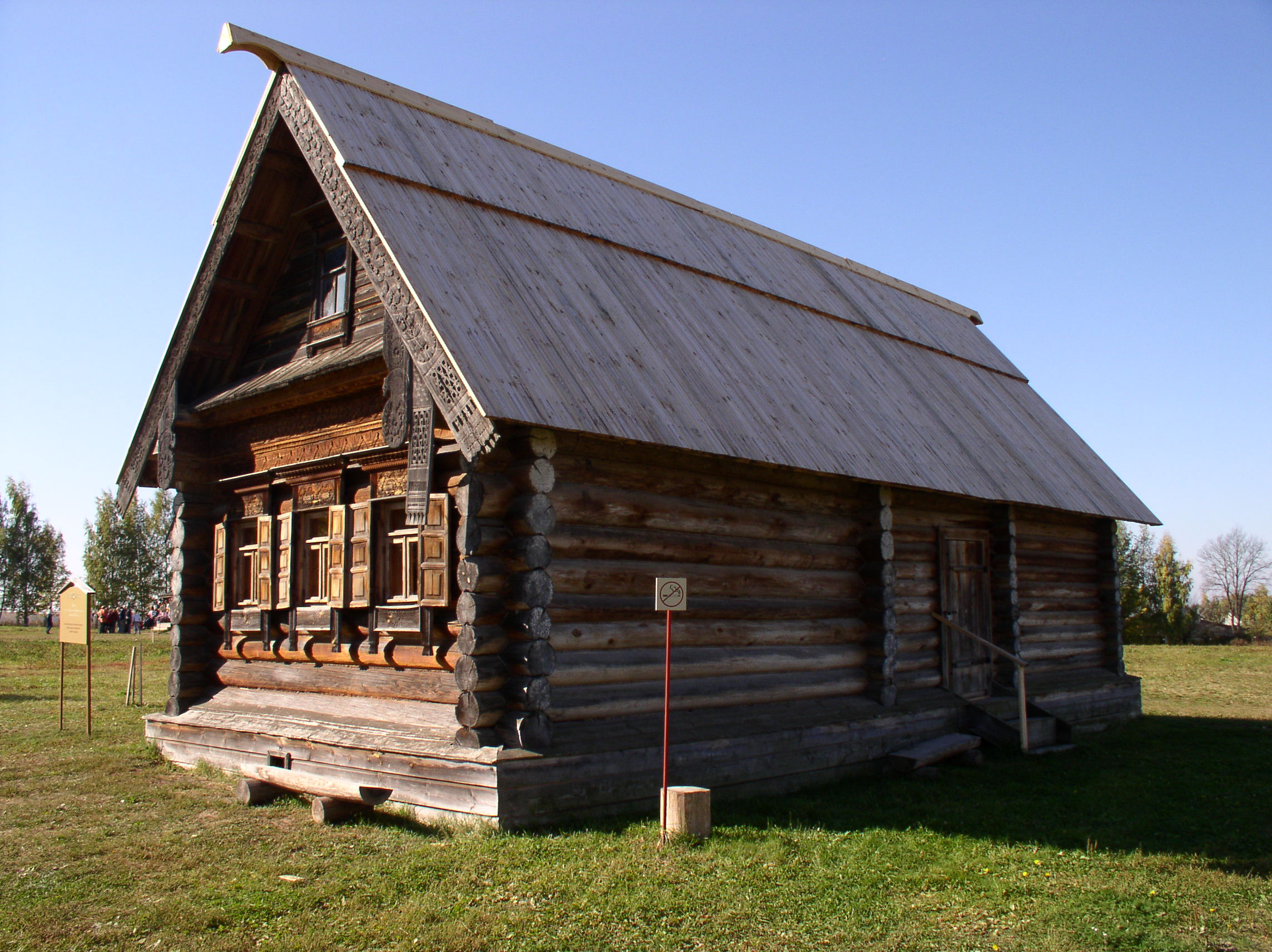
Izba: Russischer Stil eines traditionellen, ländlichen Holzhaus.
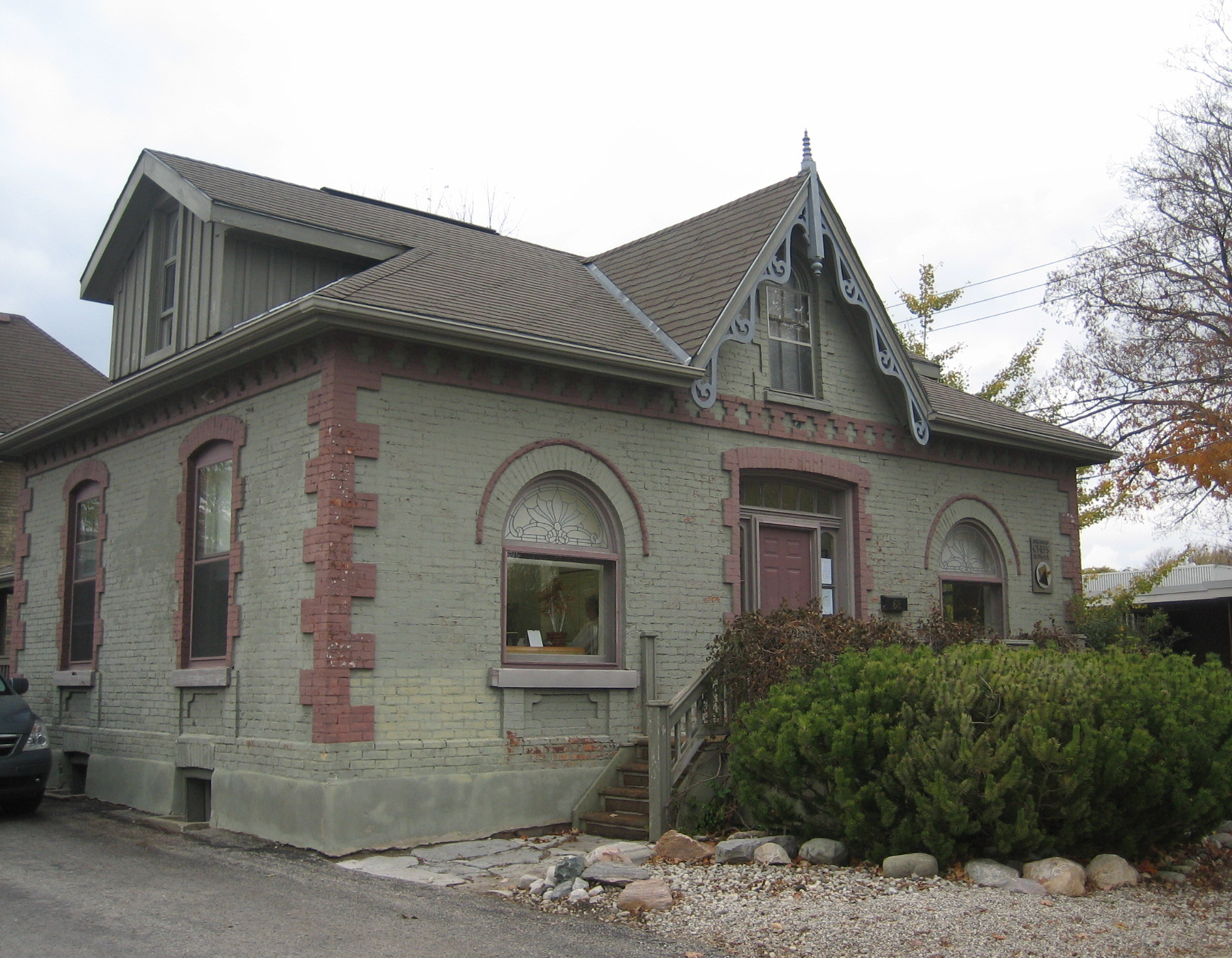
Ontario Cottage: Ein ein- oder eineinhalbgeschossiges Haus mit einem symmetrischen, rechteckigen Grundriss und einem Giebel über der mittig angeordneten Eingangstür, verbreitet im 19. Jahrhundert in Kleinstädten Ontarios.

## Ranch

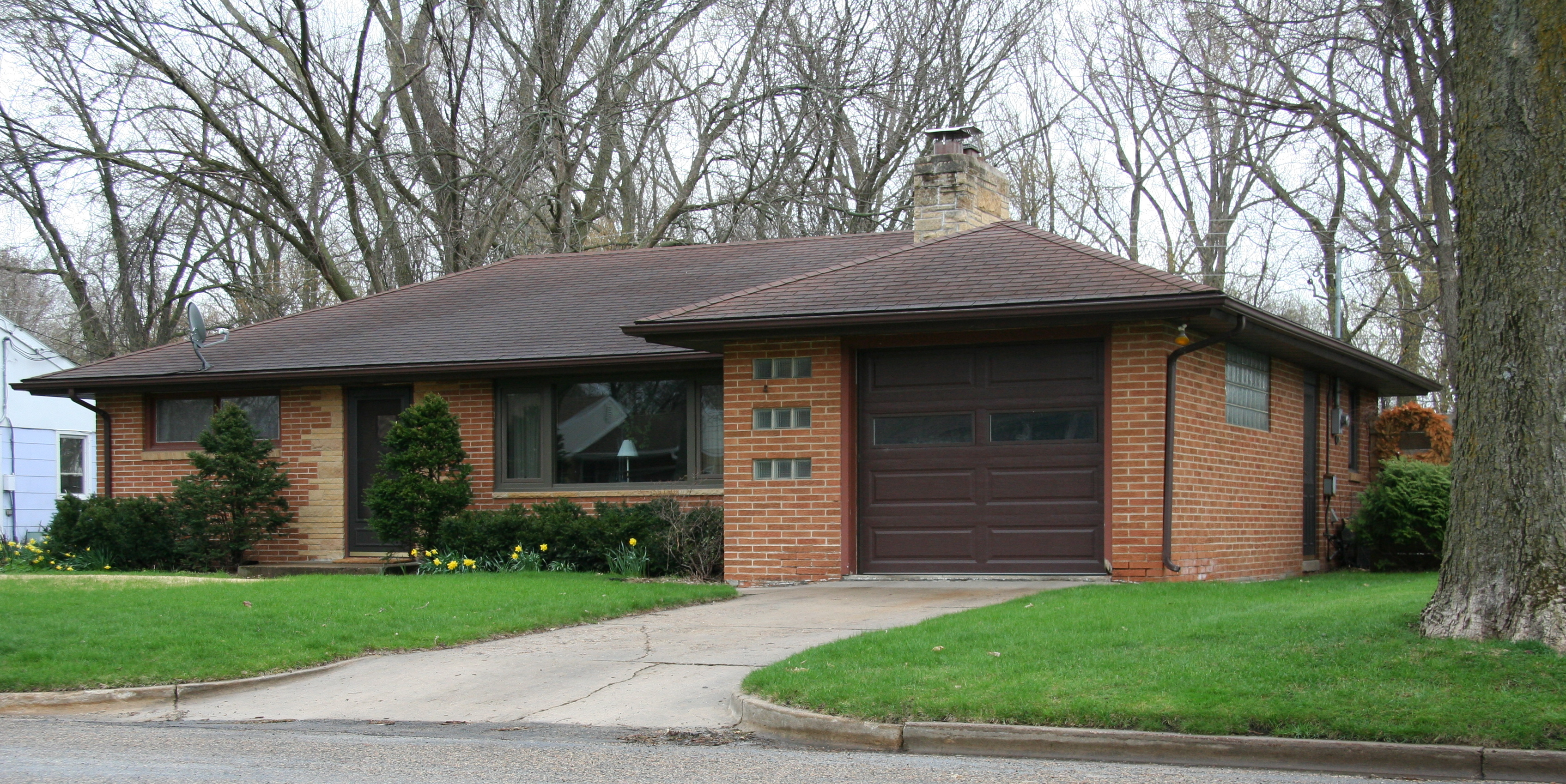
Ziegel Ranch-Stil-Haus

Ein Haus im Ranch-Stil (auch gebräuchlich Rambler) ist eingeschossig, bodennah gebaut und verfügt über ein flach geneigtes Dach. Es ist in der Regel rechteckig, L- oder U-förmig angelegt und hat weite Dachüberstände. Der Ranch-Stil unterscheidet:
- California-Ranch: Der „ursprüngliche“ Ranch-Stil, entstanden in den USA Anfang des 20. Jahrhunderts vor dem Zweiten Weltkrieg.[14]
- Tract-Ranch: Ein Ranch-Stil der Nachkriegszeit, der kleiner und kompakter war als der ursprüngliche California-Ranch-Stil, massenhaft errichtet in Wohnsiedlungen und hatte in der Regel keinen Keller.[14]
- Suburban-Ranch: Ein moderner Ranch-Stil, der viele Merkmale des Originals beibehält, jedoch größer ist und über moderne Ausstattungsmerkmale verfügt.[14]

## I-House

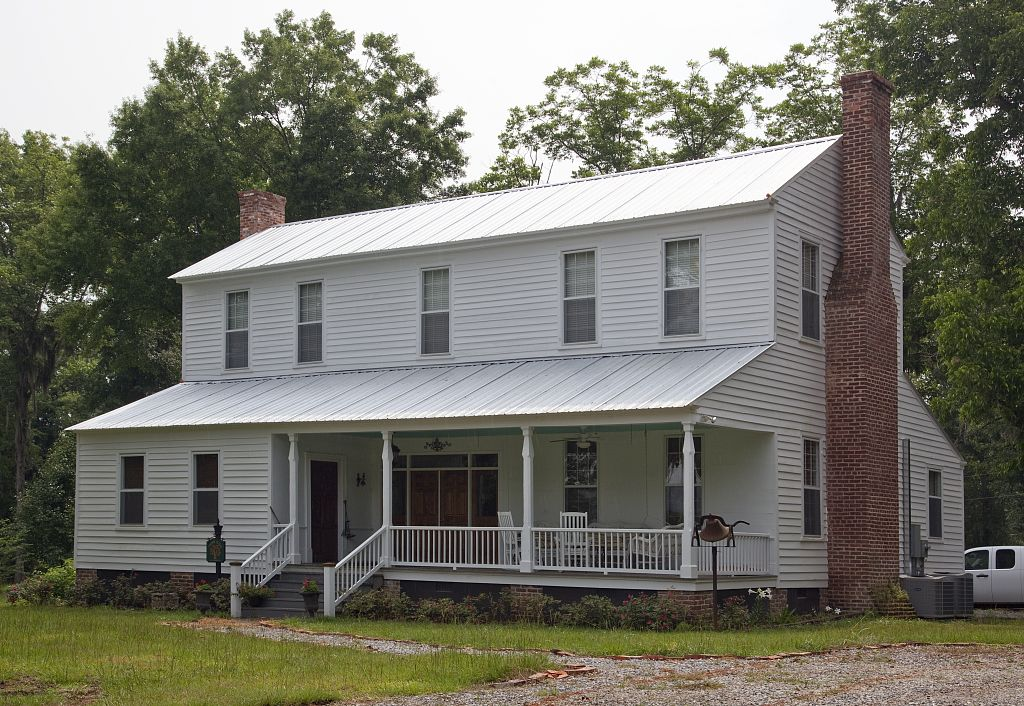
Southern I-House Stil

Ein I-House-Stil ist ein zwei- oder dreigeschossiges Haus, das nur einen Raum tief ist und einen Double-Pen-, Hall-Parlor-, Central-Hall- oder Saddlebag-Grundriss aufweist.
- New-England-I-House: Charakteristisch ist ein zentralen Schornstein.[16]
- Pennsylvania-I-House: Erkennbar durch innenliegende Giebelschornsteine an beiden Seiten des Hauses.[16]
- Southern-I-House: Erkennbar durch außenliegende Giebelschornsteine an beiden Außenseiten des Hauses.[16]

## Giebelhaus

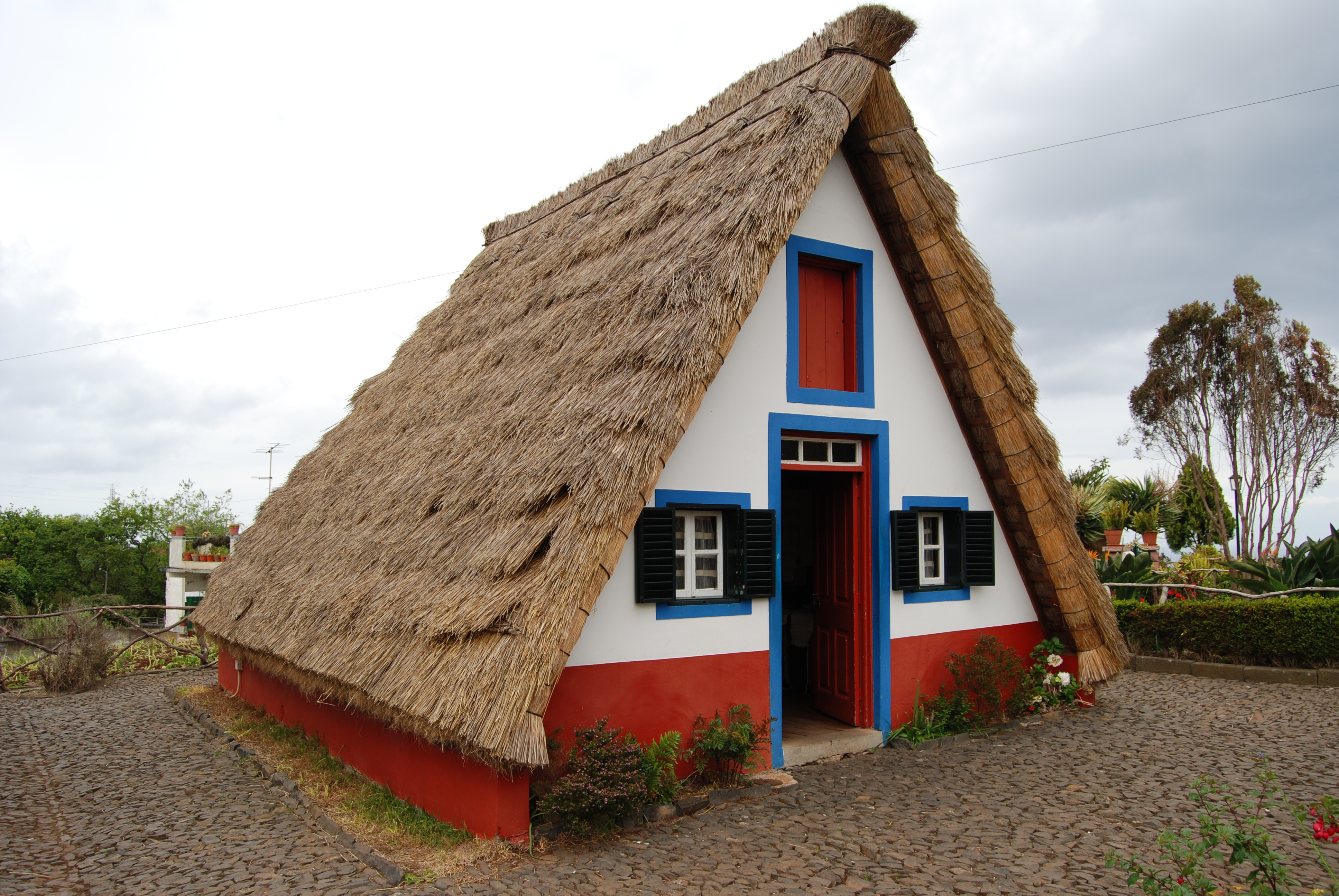
A-frame Giebelhaus, Portugal

Ein Giebelhaus besitzt ein Satteldach, dessen Giebelseite zur Straße oder Allee zeigt, auch bekannt aus dem Roman Das Haus mit den sieben Giebeln (The House of the Seven Gables).
- A-frame: Der Name stammt daher, da die steile Dachlinie, die bis zum Boden oder nahe daran reicht, die Giebelseiten wie einen Großbuchstaben A erscheinen lässt.
- Chalet: Ein in einem Hang gebautes Giebelhaus mit einem breiten, schrägen Dach.
- Charleston Single House: Ursprung aus Charleston, South Carolina, ist ein schmales Wohnhaus, das mit der Schmalseite zur Straße steht, während sich die Haustür seitlich befindet.

## Split-Level

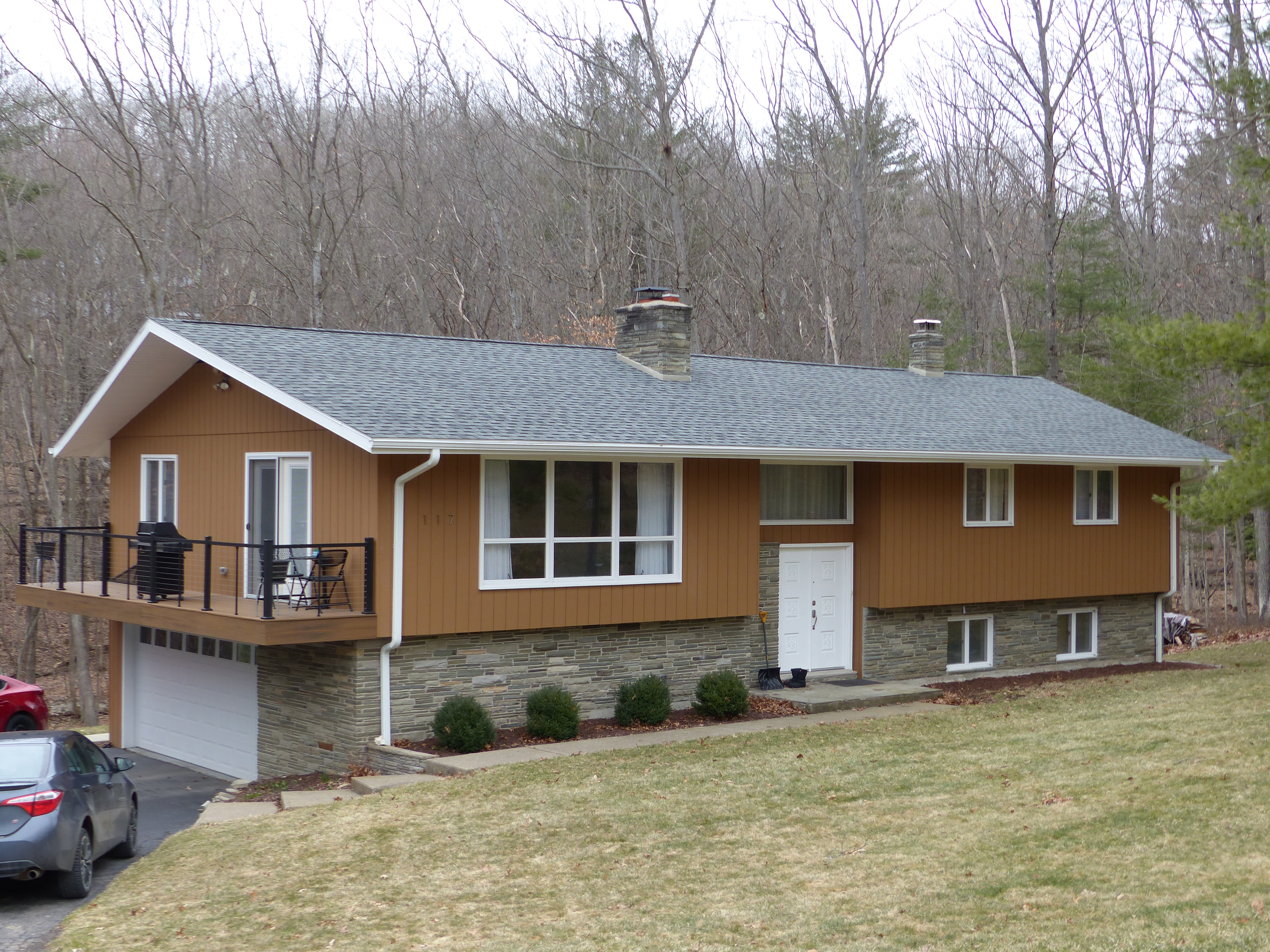
Split-Level Haus

Ein Split-Level Haus ist ein Designtyp, der vor allem in den 1950er- und 1960er-Jahren häufig errichtet wurde. Bestehend aus zwei annähernd gleich großen Gebäudestücken, die sich auf versetzten Ebenen befinden und durch eine kurze Treppe miteinander verbunden sind.
- Bi-Level, Split-Entry, oder Raised-Ranch[17]
- Tri-Level, Quad-Level, Quint-Level etc.[17]

## Turmhaus

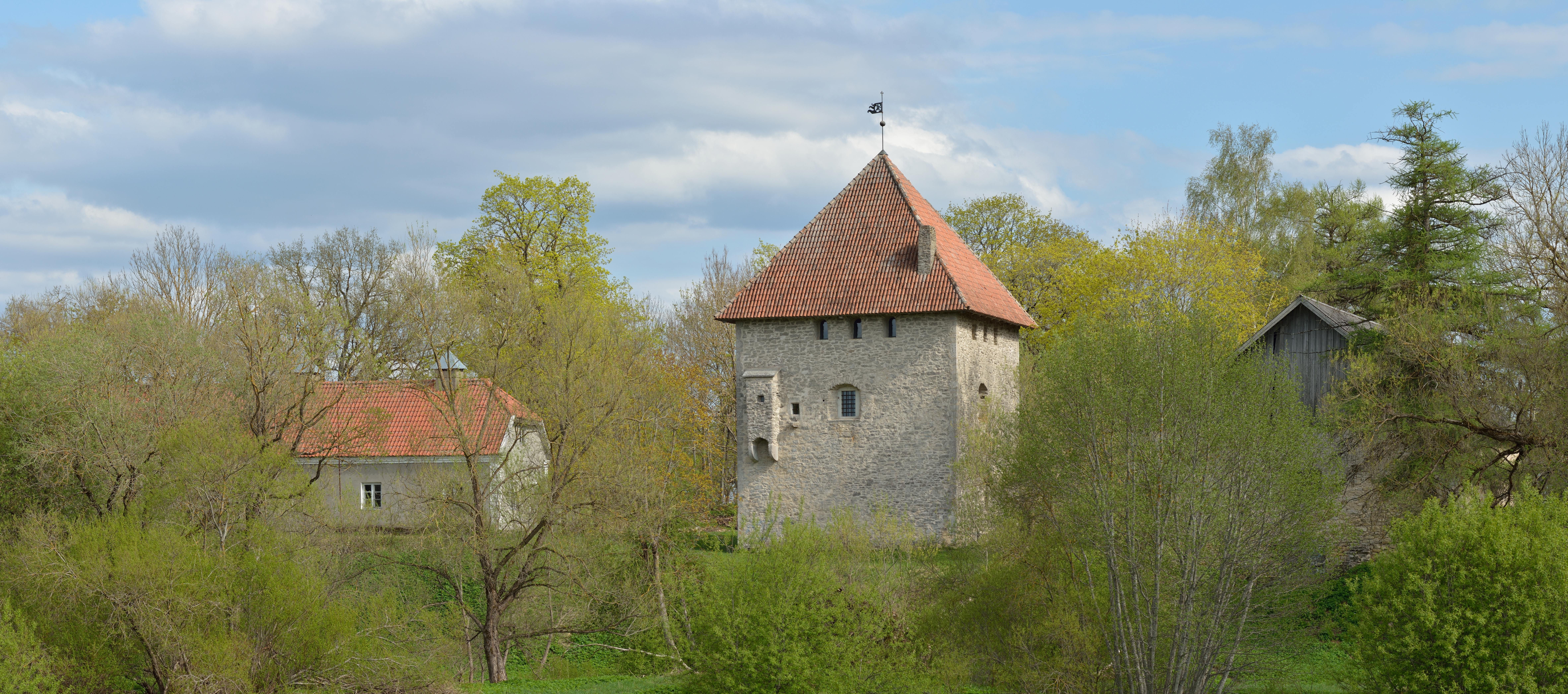
Vao-Turmhaus in Estland, erbaut im 15. Jahrhundert

Ein Turmhaus ist ein kompaktes, zwei oder mehr Stockwerk hohes Wohngebäude, oft verteidigungsfähig errichtet.
- Irisches Turmhaus: Oft umgeben von defensiven Verteidigungsmauern, genannt Ringmauern.
- Kulla: Bezeichnet ein albanisches Turmhaus.
- Peel tower oder Pele Tower: Befestigte Turmhäuser in England und Schottland, genutzt als Bergfried oder Wohnhäuser.
- Vainakh Tower: Ein Turmhaus in Tschetschenien und Inguschetien, das bis zu vier Stockwerke hoch und als Wohngebäude, Militärgebäude, oder beidem, genutzt wurde.
- Walisches Turmhaus: Häufig errichtet im 14. und 15. Jahrhundert.

## Langhaus

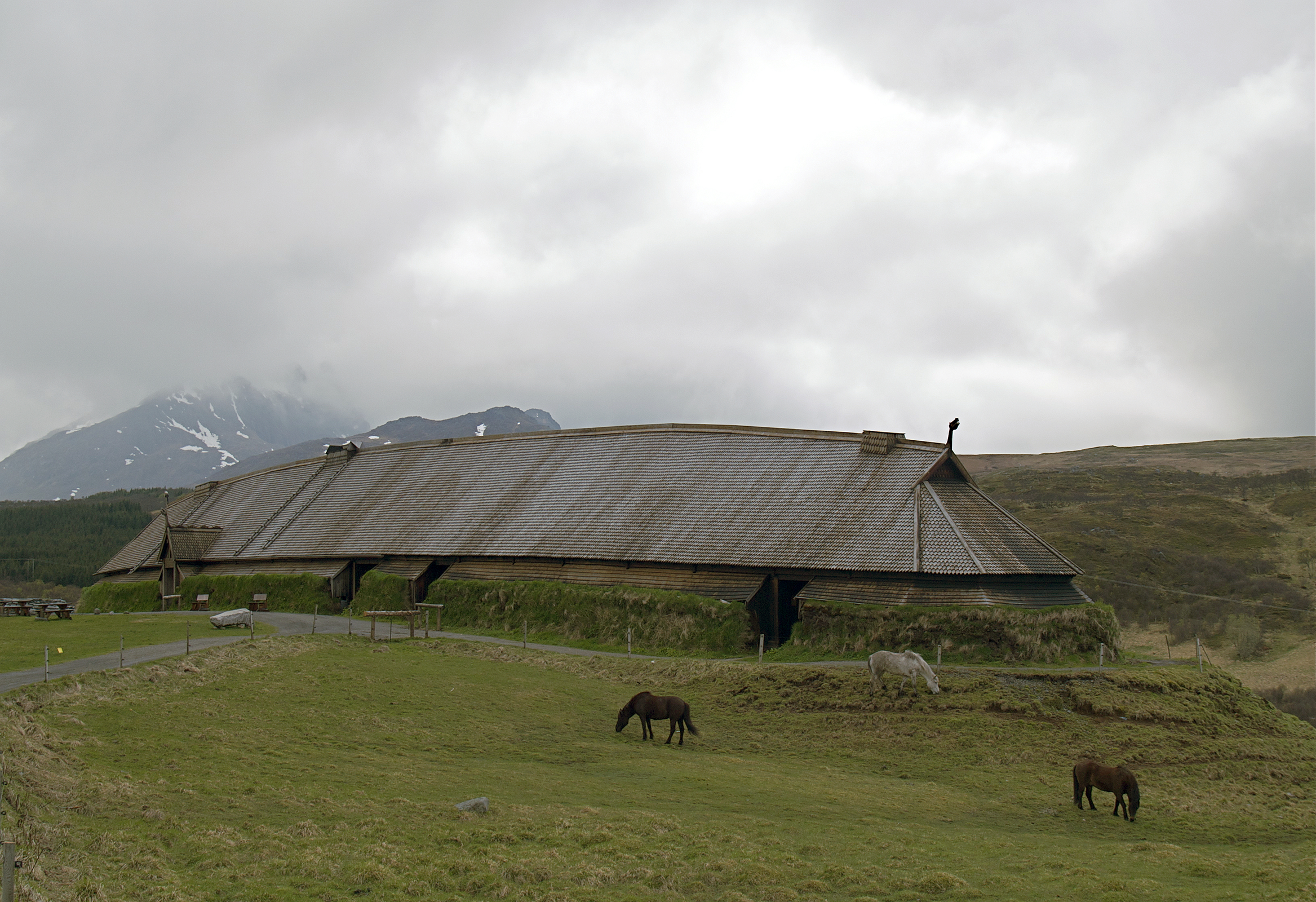
Rekonstruiertes Wikinger-Langhaus

Ein Langhaus ist ein historischer Haustyp, bewohnt gewöhnlich von Familiengemeinschaften.
- Geesthardenhaus: Eine der drei traditionellen Grundformen der Bauernhaustypen in der Region Schleswig-Holstein in Norddeutschland.
- Uthlandfriesisches Haus: Eine Sonderform des Geesthardenhauses in Nordwestdeutschland und Dänemark.
- Longère: Ein traditionelles, schmal gebautes Landhaus, wie es in der Normandie und der Bretagne vorkommt.

## Wohnstallhaus

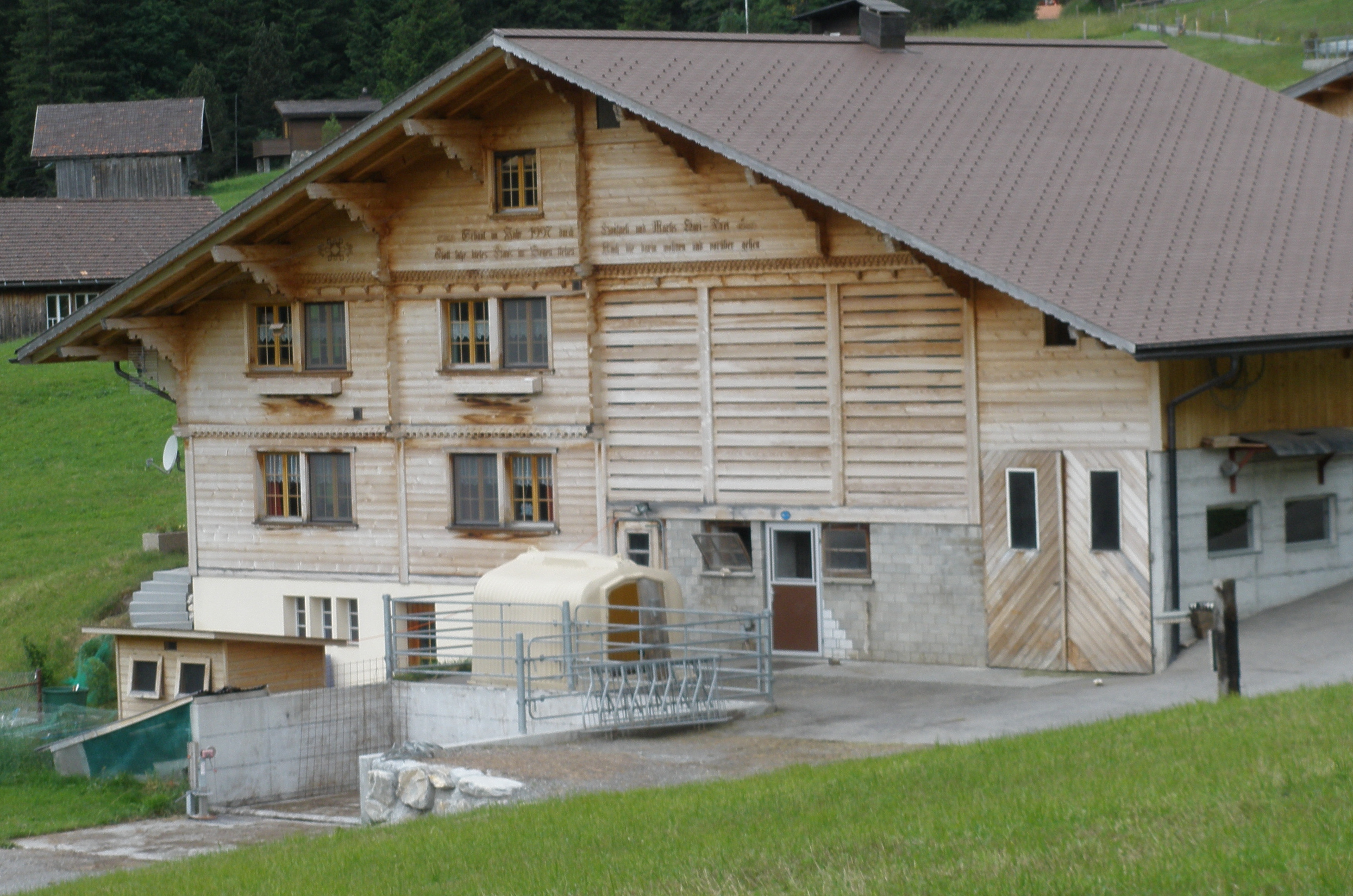
Frutighaus, Wohnstallhaus

Ein Wohnstallhaus ist ein Gebäude, das Wohnhaus und Stall in einem vereint.
- Barndominium: Ein Barndominium ist ein Haustyp welches ein Wohnhaus kombiniert mit einer angeschlossenen Werkstatt oder Scheune – typischerweise für Pferde oder ein größeres Fahrzeug wie ein Wohnmobil bzw. Freizeitboot.
- Wohnstallhaus: Bezeichnet ein Bauernhaus, wo Menschen und Vieh unter einem Dach leben.
- Connected Farm: Ein in Neuengland typisches Bauernhaus.
- Frutighaus: ein Typ des Bauernhauses, das ursprünglich aus der Region Frutigland der Schweiz stammt.

## Andere Häusertypen
- Courtyard House
  - Riad: Ein Typ des Courtyard House in Marokko
  - Siheyuan, Sanheyuan: Ein Typ des Courtyard House in China
- Snout House: Ein Haus, bei dem das Garagentor der straßenseitig am weitesten vorspringende Teil ist.
- Octagon House: Ein Haus mit symmetrischem, achteckigem Grundriss, das im 19. Jahrhundert durch Orson Squire Fowler vorübergehend populär wurde.
- Pfahlbau: Ist ein auf Stelzen über einem Gewässer oder dem Boden gebautem Haus (gewöhnlich in sumpfigen, überschwemmungsgefährdeten Gebieten).
- Villa: Eine Villa ist ein großes Wohnhaus, das oft als ländlicher Rückzugsort genutzt wird. Der Begriff kann sich auch auf freistehende komfortable Einfamilienhäuser in Vororten beziehen. Im viktorianischen England bezeichnet Villa auch ein größeres Reihenhaus, mit mehr Fläche und oft doppelter Straßenfront im Vergleich zu einem durchschnittlichen Reihenhaus,.
- Mansion: Ein Mansion ist ein sehr großes, luxuriöses Wohnhaus, das typischerweise mit außergewöhnlichem Reichtum oder dem Adel assoziiert wird. Es ist meist mehrstöckig und befindet sich auf einem sehr großen Grundstück oder Anwesen. Sie verfügen in der Regel über deutlich mehr Räume und Schlafzimmer als ein typisches Einfamilienhaus. Dazu kommen häufig Spezialräume wie etwa eine Bibliothek, ein Arbeitszimmer, ein Wintergarten, ein Heimkino, ein Gewächshaus, ein Infinity-Pool, eine Kegel- oder Bowlingbahn oder sogar ein Serverraum.
- Palast: Der Amtssitz eines hochrangigen Regierungsbeamten oder des Staatsoberhauptes.
- Burg: Eine stark befestigte mittelalterliche Wohnstätte oder ein Haus im Stil mittelalterlicher Burgen. Typischerweise umbaut mit Türmen, Zinnen, einer Steinfassade

## Nach Bauweise oder Materialien

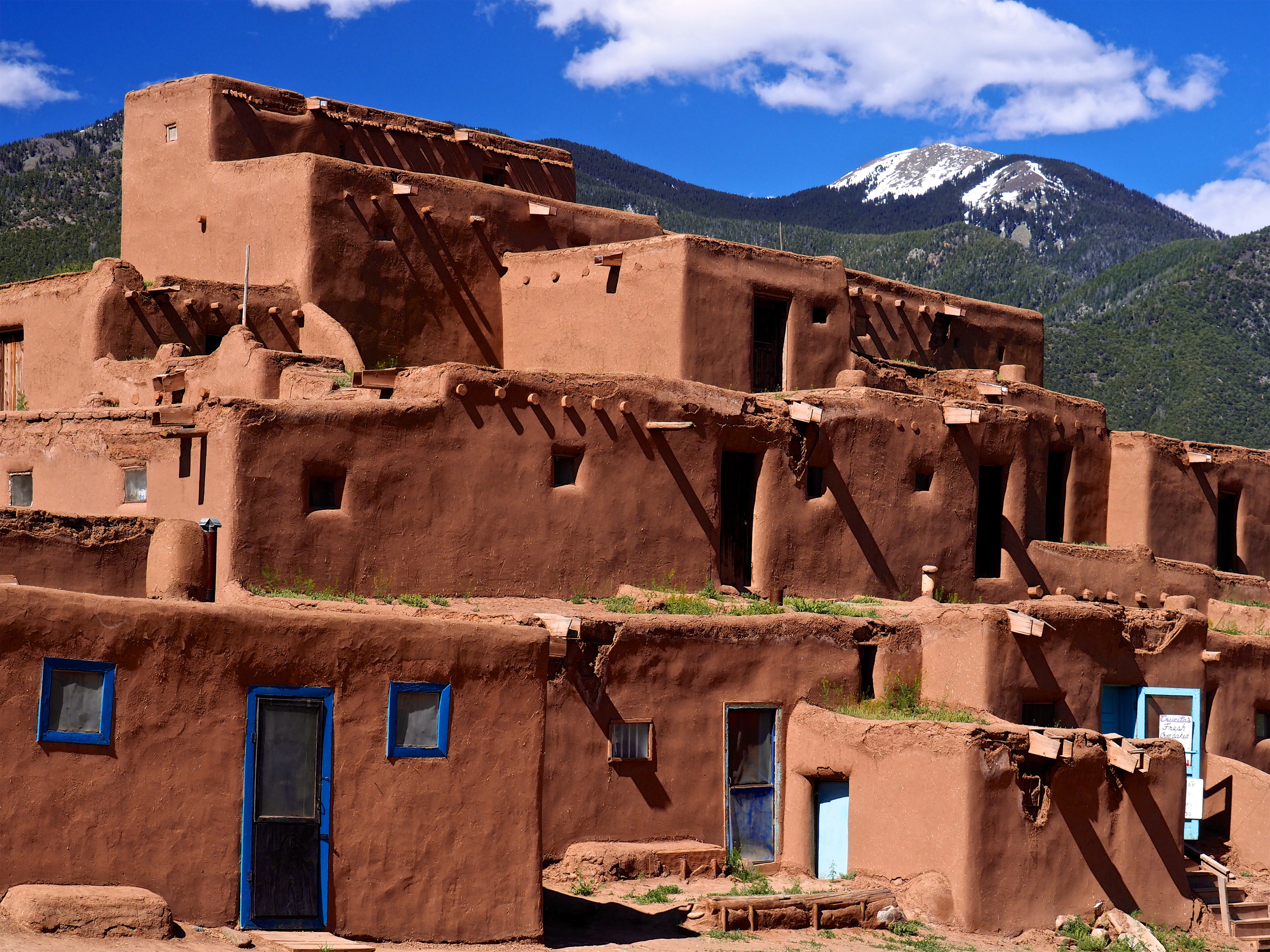
Multi-storied attached adobe houses at Taos Pueblo

- Airey-Haus: Ein kostengünstiger Haustyp, der in den 1940er Jahren in Großbritannien von Sir Edwin Airey entwickelt und zwischen 1945 und 1960 in großem Umfang errichtet wurde, um Soldaten, Matrosen und Fliegern, die aus dem Zweiten Weltkrieg heimgekehrt waren, Unterkunft zu bieten. Diese sind an ihren vorgefertigten Betonstützen und ihren Wänden aus vorgefertigten Betonplatten mit Überlappung zu erkennen.
- Assam-Typ-Haus: Ein erdbebensicherer Haustyp, der häufig in den nordöstlichen Bundesstaaten Indiens zu finden ist.
- Bastle House: Ein befestigtes Bauernhaus in England und Schottland.
- Burg: In erster Linie eine Verteidigungsanlage/Behausung, die im Frühmittelalter und im Mittelalter, aber auch vom 18. Jahrhundert bis heute errichtet wurde.
- Umgebaute Scheune: Eine alte Scheune, die in ein Haus oder für andere Zwecke umgebaut wurde.
- Erdgedecktes Haus: Häuser, bei denen Erdreich (Boden) gegen die Außenwände gehäuft wird, um thermische Masse zu erzeugen. Dies reduziert den Wärmefluss in das Haus hinein oder aus dem Haus heraus und sorgt für eine gleichmäßigere Innentemperatur.
  - Grubenhaus: Ein prähistorischer Haustyp, war verwendet auf vielen Kontinenten und unterschiedlichen Stilformen, war teilweise in den Boden eingelassen.
  - Stampflehm
  - Grassodenhaus
  - Erdbeutelhaus
  - Souterrain: Eine Lehmbehausung, die typischerweise aus der Jungsteinzeit oder der Bronzezeit stammt.
  - Unterirdisches Haus: Eine Art von Behausung, die unter der Erde gegraben und errichtet wird. Beispiel: Im Stil des Stampflehm
  - Yaodong: Ein Yaodong ist eine in die Erde oder in einen Hang gegrabene traditionelle Wohnhöhle auf dem Lössplateau Nordchinas.
  - Flechtwerk und Lehm
  - Adobe: Ein Haus aus Lehmziegeln, Erde und Stroh; mit Lehm als Mörtel. Diese Bauweise findet sich weltweit, insbesondere in Spanien, Nordafrika, dem Nahen Osten und Amerika.
- Iglu: Eine saisonale oder Notunterkunft der Inuit, Yup'ik und Aleuten, die aus mit einem Messer geschnittenen Blöcken aus gepresstem Schnee und/oder Eis in den arktischen Regionen Alaskas, Kanadas, Grönlands und des sibirischen Russlands gebaut wurde bzw. wird.
- Kit-Haus Eine Art Fertighaus, das aus vorgeschnittenen, nummerierten Holzteilen besteht.
  - Sears-Kit-Haus: Das von Eigentümern selbst errichtete Sears-Kit-Haus wurde zwischen 1906 und 1940 von der Firma Sears, Roebuck and Co über Katalogbestellungen verkauft.
- Laneway-Haus: Ist ein kanadischer Haustyp, der hinter einem gewöhnlichen Einfamilienhaus gebaut wird und zu einer Seiten- oder Hintergasse hin geöffnet ist.
- Blockhaus oder Blockhütte: Ist ein von amerikanischen, kanadischen und russischen Grenzbewohnern und ihren Familien errichteter Haustyp, der aus massiven, unbearbeiteten Baumstämmen gebaut wurde und sich später zu einem als gut verarbeitbarer Wohnstil entwickelte.
- Plankenhaus: Ist ein allgemeiner Begriff für Häuser, die auf unterschiedliche Weise aus Holzbrettern (Planken) gebaut wurden.
- Pole-Haus: Ein Pfahlhaus dieser Art ist ein Holzhaus, bei dem senkrecht stehende Tragepfosten die Last der aufgehängten Böden und des Dachs tragen, sodass alle Wände nicht tragend sind.
- Fertighaus: Ein Fertighaus ist ein Haus, dessen tragende Bauelemente in einer Fabrik vorgefertigt wurden und anschließend zur endgültigen Baustelle transportiert wurden, um dort auf einem zuvor vor Ort gegossenen Betonfundament montiert zu werden.
  - Mobilheim: Ist ein vorgefertigtes Haus, das an seinem endgültigen Standort zusammengebaut wird.
  - Modulhaus: Ein Fertighaus, das aus wiederholbaren, vorgefertigten Einheiten – sogenannten Modulen – besteht.
  - Lustron Haus: Ein Typ von Fertighaus.
- Pfahlbauten oder Pfahlhäuser: Häuser, die auf Stelzen über der Oberfläche des Bodens oder eines Gewässers errichtet werden.
- Baumhaus: Ein Haus, das zwischen den Ästen oder um den Stamm eines oder mehrerer ausgewachsener Bäume gebaut ist und nicht auf dem Boden aufliegt.
- Umgebindehaus oder Oberlausitzer Haus: Kombinierte Block- und Fachwerkbauweise in der Region Deutschland-Tschechien-Polen.
- Wimpey-No-Fines-Haus: Ein kostengünstiges Doppelhaus oder Reihenhaus, das ab den 1940er Jahren im Vereinigten Königreich aus Beton ohne Feinzuschlagstoffe („No-Fine“) gebaut wurde.

## Angebaute Einfamilienhäuser
- Zweifamilienhaus (duplex): Ein Wohngebäude mit zwei separaten Wohneinheiten, die entweder nebeneinander angeordnet sind und sich eine gemeinsame Wand teilen (in manchen Ländern als Doppelhaushälfte bezeichnet), oder übereinander gestapelt sind (in manchen Ländern als Etagenhaus oder Doppelstockhaus bekannt).
- Dreifamilienhaus (triplex): Ein Wohngebäude mit drei separaten Wohneinheiten, die entweder nebeneinander (mit gemeinsamen Wänden) oder übereinander angeordnet sind. In manchen Ländern wird diese Bauform als Three-Decker oder Triple-Decker bezeichnet.
- Vierfamilienhaus (quadplex od. quad): Ein Wohngebäude mit vier separaten Wohneinheiten, die entweder übereinander (je zwei pro Etage) oder nebeneinander angeordnet sind.
- Reihenhaus: Ein Typ von Einfamilienhaus, das gemeinsam mit mehreren baugleichen oder ähnlichen Wohneinheiten in einer durchgehenden Reihe steht und sich mit seinen Nachbarhäusern Seitenwände (Brandwände) teilt. Im Englischen nicht zu verwechseln mit der Bezeichnung für ein aristokratisches Herrenhaus, „Townhouse“ (Großbritannien).
  - Linked House: Nebeneinander liegende Häuser, die oberirdisch wie freistehende Häuser wirken, jedoch unter der Erde über das Fundament miteinander verbunden sind.
  - Verbundene Doppelhaushälfte: Nebeneinander liegende Häuser mit Garagen dazwischen, die sich Keller- und Garagenwände teilen.
  - Mews: Ein städtischer Stallblock, der oft in Wohngebäude umgewandelt wurde. Die Häuser wurden möglicherweise in Erdgeschossgaragen mit einer kleinen Wohnung darüber umgewandelt, in der früher der Stallknecht wohnte, oder einfach in eine Garage ohne Wohnräume.
  - Patiohaus: Reihenhäuser mit gemeinsamer Terrasse.
- Weberhäuschen: Reihenhäuser mit angeschlossenen Werkstätten für Weber.

## Mobile Wohnformen

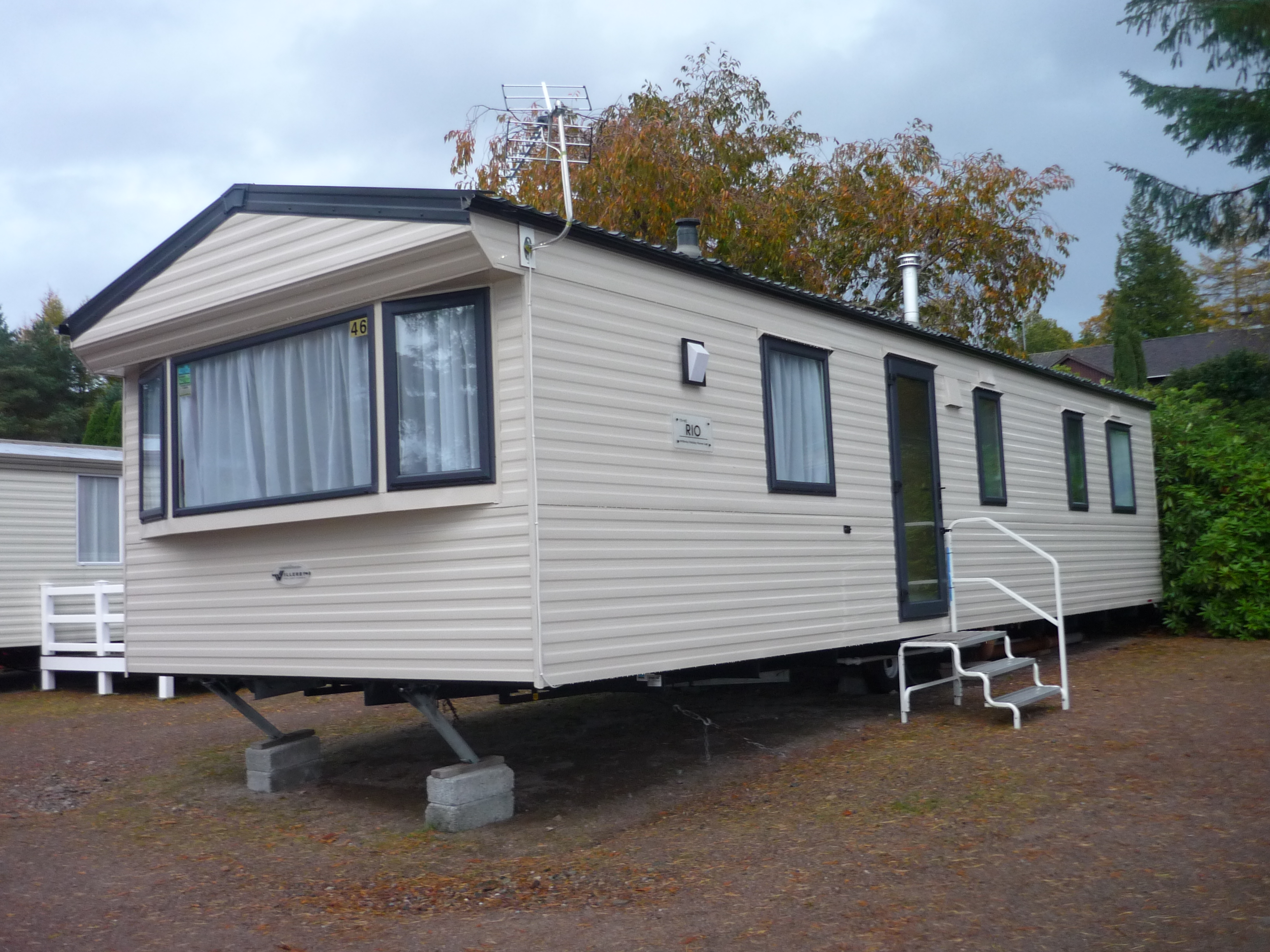
Mobilheim

- Chattel-Haus: Ein kleines Holzhaus, das auf Barbados von Angehörigen der Arbeiterklasse bewohnt wurde. Ursprünglich war es transportierbar und zählte als persönliches Eigentum (Mobilie) und nicht als festes Eigentum (Immobilie).
- Mobilheim, Trailerhaus oder Parkhaus: Ein vorgefertigtes Haus, das außerhalb produziert und per Anhänger an seinen endgültigen Standort transportiert wird – jedoch nicht dafür vorgesehen ist, regelmäßig von einem Fahrzeug gezogen zu werden.

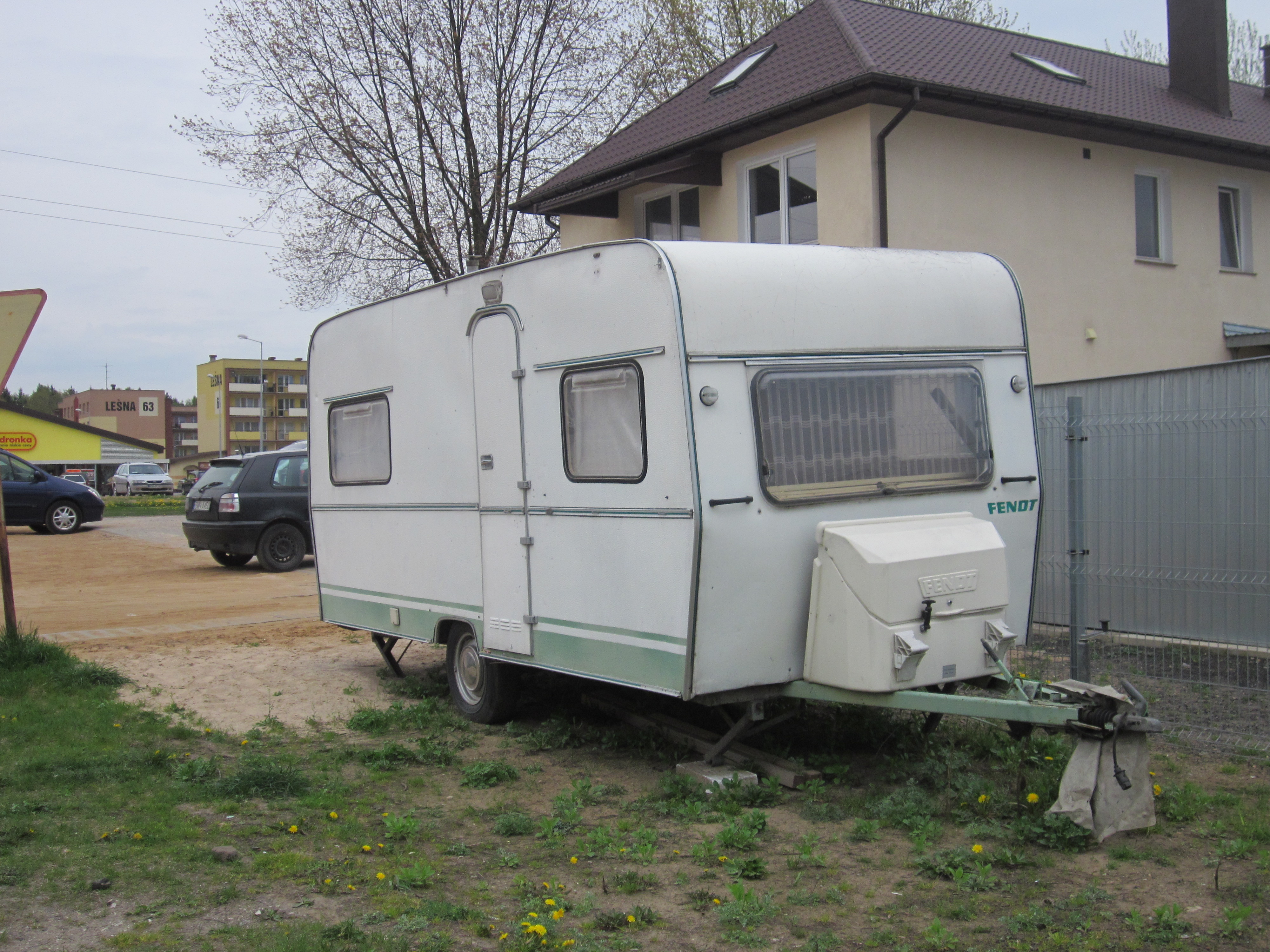
Wohnwagen oder Campinganhänger

- Wohnmobil oder Freizeitfahrzeug (RV): Ein Kraftfahrzeug oder Anhänger, der zum Wohnen genutzt werden kann.
  - Wohnwagen, Campinganhänger oder Caravan: Ein Anhänger, der als (normalerweise vorübergehender) Wohnsitz genutzt werden soll, der regelmäßig von einem Fahrzeug gezogen werden muss und sich nicht aus eigener Kraft fortbewegen kann.
  - Tiny House: Eine Behausung, die normalerweise auf einem Anhänger oder Leichter gebaut ist, 46 m² oder weniger groß ist, die wie ein klassisches Haus aussieht und für dauerhaftes Wohnen geeignet ist.
- Hausboot oder Schwimmhäuser: Ein Boot, das in erster Linie als Wohnhaus genutzt werden soll.
- Zelt: Eine temporäre, mobile Unterkunft, die in der Regel aus einem Stoffüberzug über einem Gestell aus leichtem Holz oder anderen lokal verfügbaren Materialien besteht.
  - Tipi: Ein kegelförmiges Zelt, Ursprung in Nordamerika
  - Yurt: Ein rundes Zelt mit kegelförmigem Dach aus Zentralasien